# Wołodymyr Jaksmanycki
Wołodymyr Iwanowycz Jaksmanycki (ukr. Володимир Іванович Яксманицький; ur. 4 lutego 1977) – ukraiński piłkarz, grający na pozycji obrońcy, trener piłkarski.

## Kariera piłkarska

### Kariera klubowa
Wychowanek klubu Szkoły Sportowej nr 3 w Mariupolu. Pierwszy trener Wałerij Sydorow. W 1995 rozpoczął karierę piłkarską w drugiej drużynie Szachtara Donieck, a 13 marca 1996 debiutował w Wyższej Lidze w meczu z Torpedem Zaporoże. W kwietniu 1998 został wypożyczony do Stali Ałczewsk. Latem 1999 przeniósł się do Metałurha Donieck, w którym pełnił również funkcje kapitana drużyny. W rundzie wiosennej sezonu 2003/04 grał na wypożyczeniu w Krywbasie Krzywy Róg. Latem 2004 przeszedł do Illicziwca Mariupol. Po skandale związanym z podejrzeniem o ustalenie wyniku meczu z Arsenałem Kijów (3:5) przez Jaksmanyckiego klub zrezygnował z usług piłkarza. W lipcu 2006 został piłkarzem Krywbasa Krzywy Róg. Zimą 2007 przeniósł się do Zorii Ługańsk, w której zakończył karierę piłkarską.

### Kariera reprezentacyjna
W 1998 i 2000 występował w młodzieżowej reprezentacji Ukrainy.

## Kariera trenerska
Po zakończeniu kariery zawodowej rozpoczął pracę trenerską. Poszukuje młode talenty dla klubu Metałurh Donieck.

## Sukcesy i odznaczenia

### Sukcesy klubowe
- wicemistrz Ukrainy: 1997, 1998
- brązowy medalista Mistrzostw Ukrainy: 2002, 2003
- zdobywca Pucharu Ukrainy: 1997

### Sukcesy indywidualne
- wybrany do listy 33 najlepszych piłkarzy roku na Ukrainie: 2000 (nr 2), 2001 (nr 3)